# Medasina anepsia
Medasina anepsia là một loài bướm đêm trong họ Geometridae.